# Клаудіу Мануел да Кошта
Клаудіу Мануел та Кошта (порт. Cláudio Manuel da Costa; 4 червня 1729, Маріана, Мінас-Жерайс, Бразилія - 4 липня 1789, Ору-Прету, Мінас-Жерайс, Бразилія) — бразильський поет, юрист і борець за національну незалежність.

## Біографія
Народився у місті Віла-ду-Ріберан-ду-Карму (нині Маріана) у португальській родині.
У 1749 вирушив до Лісабона, де закінчив юридичний факультет Коїмбрського університету.
Повернувшись до Бразилії в 1754, почав юридичну практику, працював суддею.
В 1768 створив літературне товариство «Заморська Аркадія». Пізніше потоваришував із поетом Томасом Антоніу Гонзагою. За участь у змові інконфідентів, що боролися за незалежність Бразилії, в 1789 заарештований і ув'язнений, де покінчив життя самогубством (повісився) або був отруєний.

## Творчість
Написав ряд пасторалів, еклог, у яких з помітним талантом оспівував природу своєї батьківщини, стверджував ідеали простоти, злиття з природою. У своїй поезії він прагнув поєднувати строгість форм із романтичною піднесеністю; його вірші пройняті громадянським пафосом, любов'ю до батьківщини та свободи. Кращий твір Кошти, поряд з багатьма сонетами, кантатами та піснями, — поема «Віла-Ріка», написана в 1773 (видана в Ору-Прету в 1841).